# رسالة التوصية
كانت كلً مِن رسالة التوصية، و بطاقة الزيارة جزءًا مهمًا من التفاعل الاجتماعي الرفيع في القرنين الثامن عشر والتاسع عشر. كما بقيت رسالة التوصية مهمة في المواقف الرسمية، مثل تقديم سفير/سفيرة  أوراق اعتماده /ها (رسالة اعتماد) ، وفي بعض دوائر الأعمال.
وبشكل عام، لن يتفاعل الشخص اجتماعيًا مع الآخرين ما لم يتم تقديمهم بشكل صحيح، سواء شخصيًا أو عن طريق الرسائل . 
حيث يطلب الشخص من شخصٍ أخر ذو وضع اجتماعي أعلى من أن يكتب رسالة توصية لطرف ثالث، ويكون هذا الشخص المُستخدم أيضًا ذو مكانة اجتماعية أعلى من الشخص الأول، ولكن أقل من الشخص الثاني. 
كما أنه كان من المهم مراعاة آداب السلوك بمنتهى الدقة عند طلب وكتابة وتقديم مثل هذه الرسائل، مثل مراعاة الأمور المُتعلقة  بجودة الورق المُستخدم، وما إذا كان سيتم تسليم الرسالة بدون ختم للسماح للطرف الطالب بالقراءة .
وعلى سبيل المثال ، فقد كان تسليم رسالة التوصية  للمستلم المُراد مع بطاقة زيارة، من أفضل العادات المُتبعة لأنها تسمح للشخص المُتلقي بالرد على الشخص المُرسل من خلال الاتصال به باليوم التالي.
وعندما خدم بينجمن فرانكلن كسفير في فرنسا (من عام 1776 حتى عام 1785) ،حاصره ُهؤلاء الذين يسافرون إلى أمريكا و كانوا يطلبون رسائل توصية، فقد صاغ فرانكلن بحسة الفكاهي وأسلوبه الذي لا يٌضاهى الرسالة التالية:
«إن حامل هذه الرسالة، سوف يذهب إلى أمريكا، وأنه يلح علي لإعطائه رسالة توصية، على الرغم من أنني لا أعرف عنه شيئًا ، ولا حتى اسمه، فقد يبدو هذا غير مألوفًا ، لكني أؤكد لك أنه ليس شيء غريب هنا، وفي واقع الأمر قد يحدث أحيانًا أن يجلب شخصًا مجهول شخصًا آخر، ويكونا كلاهما لا يعرفا بعضيهما بالتساوي؛ وفي بعض الأحيان يوصون بعضهم البعض، وأما بالنسبة لهذا الرجل المحترم يجب علي أن أشير لك به لشخصيته وشمائله، والتي من المؤكد أنه على دراية بها أفضل مني، إلا إني أوصي به لتلك الأخلاق التي لا يحق لأي غريب يعرفه أحد أن يضر بها وإني اطلب منك أن تؤدي له جميع المساعي النبيلة .»